# Yung L.A.
Leland Austin, más conocido como Yung L.A. es un rapero estadounidense conocido por su sencillo "Aint I" con T.I. y Yung Dro. Creció en Atlanta, Georgia.

## Carrera musical
Su sencillo más conocido es "Aint I" actualmente está siendo representado por Interscope Records y Grand Hustle Records. Cabe notar que su primera aparición reconocida fue en el video de T.I "No matter what" en el que hace un cameo.

## Álbumes
- 2009: Futuristic Leland